# Mistrovství světa v atletice 2009 – Ženy sedmiboj
Sedmiboj žen na Mistrovství světa v atletice 2009 se konal ve dnech 15. srpna a 16. srpna 2009 na berlínském olympijském stadionu.
Zlatou medaili z předešlého šampionátu v japonské Ósace nepřijela obhajovat Švédka Carolina Klüftová, kterou poslední roky trápí jedno zranění za druhým. Švédská atletka navíc změnila disciplínu a již na olympiádě v Pekingu soutěžila v dálce. Favoritkami sedmiboje se tak staly Ukrajinky, především olympijská vítězka z Pekingu Natalija Dobrynská či Britka Jessica Ennisová, které patřil před MS nejlepší výkon roku. Na MS neodcestovala ani stříbrná z Pekingu, Američanka Hyleas Fountainová, která musela kvůli zdravotním problémům ukončit kvalifikační závod.

## Medailistky
| Zlato                  | Stříbro                 | Bronz                   |
| Jessica Ennisová 6 731 | Jennifer Oeserová 6 493 | Kamila Chudziková 6 471 |

## Nejlepší výkony
V oštěpařské části se blýskla Švýcarka Linda Züblinová, která hodem dlouhým 53,01 m vytvořila nový národní rekord. Přes padesátimetrovou hranici se dostala i Norka Ida Marcussenová (50,02 m).
| Disciplína | Jméno              | Národnost      | Výkon               |
| ---------- | ------------------ | -------------- | ------------------- |
| 100 m př.  | Jessica Ennisová   | Velká Británie | 12,93 (1 135 bodů)  |
| výška      | Jessica Ennisová   | Velká Británie | 1,92 m (1 132 bodů) |
| koule      | Natalija Dobrynská | Ukrajina       | 15,82 m (916 bodů)  |
| 200 m      | Jessica Ennisová   | Velká Británie | 23,25 (1 054 bodů)  |
| dálka      | Kamila Chudziková  | Polsko         | 6,55 m (1 023 bodů) |
| oštěp      | Linda Züblinová    | Švýcarsko      | 53,01 m (919 bodů)  |
| 800 m      | Taťjana Černovová  | Rusko          | 2:09,11 (978 bodů)  |

## Kompletní výsledky
Sedmiboje se zúčastnilo dohromady 29 atletek. Polka Karolina Tymińská, Belgičanka Sara Aertsová a Němka Lilli Schwarzkopfová soutěž nedokončily. Česká vícebojařka Eliška Klučinová nezopakovala úspěch z mistrovství Evropy 2009 do 23 let, kde skončila čtvrtá s celkovým počtem 6 015 bodů. Za výkonem z litevského Kaunasu zaostala o 510 bodů. Během dvoudenní soutěže ji však trápily bolavé achillovky, i přesto závod dokončila na konečném 23. místě.
| *                | Jméno                | Národnost      | 100 m př. | výška | koule  | 200 m | dálka | oštěp  | 800 m   | Výkon      |
| ---------------- | -------------------- | -------------- | --------- | ----- | ------ | ----- | ----- | ------ | ------- | ---------- |
| Zlatá medaile    | Jessica Ennisová     | Velká Británie | 12,93     | 1,92m | 14,14m | 23,25 | 6,29m | 43,54m | 2:12,22 | 6 731 (WL) |
| Stříbrná medaile | Jennifer Oeserová    | Německo        | 13,62     | 1,83m | 14,29m | 24,30 | 6,42m | 46,70m | 2:14,34 | 6 493 (PB) |
| Bronzová medaile | Kamila Chudziková    | Polsko         | 13,50     | 1,74m | 15,10m | 24,33 | 6,55m | 48,72m | 2:18,58 | 6 471 (SB) |
| 4.               | Natalija Dobrynská   | Ukrajina       | 13,85     | 1,83m | 15,82m | 25,02 | 6,41m | 43,29m | 2:13,22 | 6 444      |
| 5.               | Ljudmila Josipenková | Ukrajina       | 13,64     | 1,86m | 13,01m | 23,86 | 6,20m | 46,87m | 2:14,64 | 6 416 (PB) |
| 6.               | Hanna Melnyčenková   | Ukrajina       | 13,60     | 1,83m | 13,70m | 24,11 | 6,43m | 42,24m | 2:12,85 | 6 414      |
| 7.               | Antoinette Djimouová | Francie        | 13,44     | 1,77m | 14,04m | 24,83 | 6,32m | 47,93m | 2:17,72 | 6 323 (PB) |
| 8.               | Taťana Černovová     | Rusko          | 13,58     | 1,74m | 12,43m | 24,13 | 6,50m | 41,88m | 2:09,11 | 6 288      |
| 9.               | Julia Mächtigová     | Německo        | 14,40     | 1,83m | 15,21m | 24,39 | 6,36m | 40,70m | 2:17,07 | 6 265      |
| 10.              | Sharon Dayová        | USA            | 13,90     | 1,89m | 13,42m | 25,15 | 5,69m | 44,14m | 2:13,84 | 6 126      |
| 11.              | Diana Picklerová     | USA            | 13,50     | 1,77m | 12,40m | 24,75 | 6,24m | 41,13m | 2:15,60 | 6 086      |
| 12.              | Marisa De Anicetová  | Francie        | 13,78     | 1,77m | 12,21m | 25,32 | 5,97m | 48,39m | 2:14,80 | 6 049      |
| 13.              | Aiga Grabusteová     | Lotyšsko       | 13,78     | 1,71m | 13,26m | 25,49 | 6,40m | 43,52m | 2:17,43 | 6 033      |
| 14.              | Louise Hazelová      | Velká Británie | 13,60     | 1,71m | 11,62m | 24,19 | 6,13m | 43,51m | 2:15,85 | 6 008      |
| 15.              | Brianne Theisenová   | Kanada         | 13,69     | 1,77m | 11,07m | 24,62 | 5,82m | 43,84m | 2:12,62 | 5 949      |
| 23.              | Eliška Klučinová     | Česko          | 14,89     | 1,71m | 13,40m | 26,17 | 5,78m | 41,19m | 2:23,79 | 5 505      |